# Łutynowo
Łutynowo (Duits: Lautens) is een plaats in het Poolse district  Olsztyński, woiwodschap Ermland-Mazurië. De plaats maakt deel uit van de gemeente Olsztynek en telt 280 inwoners.